# TDT-Unibet Cycling Team/2023
Deze pagina geeft een overzicht van de TDT-Unibet-wielerploeg in 2023.

## Algemene gegevens
Sponsors: Tour de Tietema, Unibet
Technisch Directeur: Hugo Haak (tot augustus), Julia Soek (vanaf augustus)
Ploegleiders: Rob Harmeling, Julia Soek, Jacques Helderop
Fietsmerk: Cannondale

## Renners
| Naam               | Geboortedatum | Nationaliteit       | Ploeg 2022                     |
| ------------------ | ------------- | ------------------- | ------------------------------ |
| Bas Tietema**      | 29-01-1995    | Nederland           | Bingoal Pauwels Sauces WB      |
| Joren Bloem        | 21-12-1999    | Nederland           | ABLOC CT                       |
| Martijn Budding    | 31-08-1995    | Nederland           | Riwal Cycling Team             |
| Hartthijs de Vries | 11-07-1996    | Nederland           | Metec-Solarwatt p/b Mantel     |
| Kevin Inkelaar     | 08-07-1997    | Nederland           | Leopard Pro Cycling            |
| Wouter Toussaint   | 23-03-2004    | Nederland           | Gepla - Watersley U19 Team     |
| Davide Bomboi      | 27-03-2000    | België              | Team Elevate p/b Home Solution |
| Jordy Bouts        | 08-08-1996    | België              | BEAT Cycling                   |
| Lander Loockx *    | 25-04-1997    | België              | Deschacht-Hens-Maes            |
| Abram Stockman     | 31-07-1996    | België              | Saris Rouvy Sauerland Team     |
| Yentl Vandevelde   | 31-10-2000    | België              | Minerva Cycling Team           |
| Tomáš Kopecký      | 08-04-2000    | Tsjechië            | ABLOC CT                       |
| Harry Tanfield     | 17-11-1994    | Verenigd Koninkrijk | Ribble Weldtite Pro Cycling    |

* vanaf 1/10 
** tot 30/09

## Overwinningen
Fokker Slag om Woensdrecht
Martijn Budding
Ster ZLM Toer
1e etappe: Yentl Vandevelde
Kreiz Breizh Elites
3e etappe: Tomáš Kopecký
Eindklassement: Hartthijs de Vries
Heusden Koers
Harry Tanfield
Querfeldrhein Cross Düsseldorf
Lander Loockx
Cyclo-cross International d'Auxerre
Lander Loockx
2023 · 2024 ·2025